# سباستيان كريستوفورو
وإسمه الكامل سباستيان كارلوس كريستفورو بيبي (بالإسبانية: Sebastián Carlos Cristóforo Pepe) وهو لاعب كرة قدم أورغواياني في مركز الوسط ولد في يوم 23 أغسطس 1993 في مدينة مونتيفيديو عاصمة الأوروغواي وهو يلعب حالياً مع نادي فيورنتينا في إيطاليا كما سبق له اللعب مع نادي نادي إشبيلية ونادي بنيارول في الأوروغواي ولعب مع منتخب الأوروغواي تحت 21 سنة ويبلغ طوله 173 سم.

## روابط خارجية
- سباستيان كريستوفورو على موقع الاتحاد الدولي (مؤرشف)  (الإنجليزية)
- سباستيان كريستوفورو على موقع قاعدة بيانات كرة القدم.إي يو (الإنجليزية)
- سباستيان كريستوفورو على موقع Soccerbase.com (لاعب) (الإنجليزية)
- سباستيان كريستوفورو على موقع Soccerway.com (الإنجليزية)